# San Tropez (canción)
"San Tropez" es el título de la cuarta canción del álbum Meddle de la banda británica de rock progresivo Pink Floyd.
A la vez en la que Roger Waters toca la guitarra acústica, "San Tropez" incluye un solo de slide guitar ejecutado por David Gilmour y un largo solo de piano del tecladista Richard Wright antes del final. 
Al contrario que otras canciones de Meddle, "San Tropez" no se compuso de forma colaborativa; Roger Waters compuso la pieza por sí solo y la llevó al estudio ya concluida. La canción trata de Saint-Tropez, una comuna del sur de Francia. La canción muestra una visión idealizada de un día en San Tropez.

## Personal
- Roger Waters - guitarra acústica, bajo y voz
- David Gilmour - slide guitar
- Richard Wright - piano
- Nick Mason - batería, percusión